# Tour de Hungría 2021
La 42.ª edición del Tour de Hungría fue una carrera de ciclismo en ruta por etapas que se celebró entre el 12 y el 16 de mayo de 2021 en Hungría con inicio en la ciudad de Siófok y final en la ciudad de Budapest sobre un recorrido de 792 kilómetros.
La carrera formó parte del UCI Europe Tour 2021, calendario ciclístico de los Circuitos Continentales UCI, dentro de la categoría 2.1 y fue ganada por el australiano Damien Howson del BikeExchange. Completaron el podio, como segundo y tercer clasificado respectivamente, el belga Ben Hermans del Israel Start-Up Nation y el italiano Antonio Tiberi del Trek-Segafredo.

## Equipos participantes
Tomaron parte en la carrera 22 equipos: 8 de categoría UCI WorldTeam invitado por la organización, 9 de categoría UCI ProTeam, 4 de categoría Continental y la selección nacional de Hungría. Formaron así un pelotón de 130 ciclistas de los que acabaron 117. Los equipos participantes fueron:
| WorldTeams (8)- Astana-Premier Tech - Bahrain Victorious - Israel Start-Up Nation - Team BikeExchange - Jumbo-Visma - Trek-Segafredo - Bora-Hansgrohe - Team DSM ProTeams (9)- Androni Giocattoli-Sidermec - Bingoal Pauwels Sauces WB - Caja Rural-Seguros RGA - Eolo-Kometa - Gazprom-RusVelo - Team Novo Nordisk - Sport Vlaanderen-Baloise - Uno-X Pro Cycling Team - Vini Zabù Equipos continentales (4)- Adria Mobil - Giotti Victoria-Savini Due - HRE Mazowsze Serce Polski - Voster ATS Team Equipo nacional- Hungría |
| |

## Recorrido
El Tour de Hungría dispuso de tres etapas para un recorrido total de 510,3 kilómetros, donde emerge como un reto de gran dificultad por su variado trazado.
| Etapa     | Fecha     | Recorrido                  | type                   | Distancia (km) | Desnivel (m) | Ganador       | Líder         |
| --------- | --------- | -------------------------- | ---------------------- | -------------- | ------------ | ------------- | ------------- |
| 1.ª etapa | 12 de may | Siófok – Kaposvár          | etapa llana            | 173,05         | 1069 m       | Phil Bauhaus  | Phil Bauhaus  |
| 2.ª etapa | 13 de may | Balatonfüred – Nagykanizsa | etapa llana            | 183            | 1394 m       | Jordi Meeus   | Jordi Meeus   |
| 3.ª etapa | 14 de may | Veszprém – Tata            | etapa llana            | 142,2          | 1213 m       | Phil Bauhaus  | Phil Bauhaus  |
| 4.ª etapa | 15 de may | Balassagyarmat – Kékestető | etapa de media montaña | 202,2          | 2545 m       | Damien Howson | Damien Howson |
| 5.ª etapa | 16 de may | Budapest – Budapest        | etapa llana            | 93,11          | 636 m        | Edward Theuns | Damien Howson |

### 1.ª etapa
| Siófok - Kaposvár | etapa llana | (173,05 km) |

| \| Clasificación de la etapa \| Clasificación de la etapa \| Clasificación de la etapa \| Clasificación de la etapa \| Clasificación de la etapa \| \| Ciclista \| Ciclista \| Equipo \| Tiempo \| \| \| ------------------------- \| ------------------------- \| ------------------------- \| ------------------------- \| ------------------------- \| \| 1.º \| Phil Bauhaus \| Bahrain Victorious \| 3 h 54 min 22 s \| \| \| 2.º \| Jakub Mareczko \| Vini Zabù \| + 0 s \| \| \| 3.º \| Jordi Meeus \| Bora-Hansgrohe \| + 0 s \| \| \| 4.º \| Rudy Barbier \| Israel Start-Up Nation \| + 0 s \| \| \| 5.º \| Timothy Dupont \| Bingoal Pauwels Sauces WB \| + 0 s \| \| \| 6.º \| Kaden Groves \| BikeExchange \| + 0 s \| \| \| 7.º \| Olav Kooij \| Jumbo-Visma \| + 0 s \| \| \| 8.º \| Niklas Larsen \| Uno-X Pro Cycling Team \| + 0 s \| \| \| 9.º \| Erlend Blikra \| Uno-X Pro Cycling Team \| + 0 s \| \| \| 10.º \| Alberto Dainese \| Team DSM \| + 0 s \| \| |                 |                           |                 |
| |                 |                           |                 |
| Fuente: ProCyclingStats |                 |                           |                 |
| Clasificación de la etapa |                 |                           |                 |
| Ciclista | Ciclista        | Equipo                    | Tiempo          |
| 1.º | Phil Bauhaus    | Bahrain Victorious        | 3 h 54 min 22 s |
| 2.º | Jakub Mareczko  | Vini Zabù                 | + 0 s           |
| 3.º | Jordi Meeus     | Bora-Hansgrohe            | + 0 s           |
| 4.º | Rudy Barbier    | Israel Start-Up Nation    | + 0 s           |
| 5.º | Timothy Dupont  | Bingoal Pauwels Sauces WB | + 0 s           |
| 6.º | Kaden Groves    | BikeExchange              | + 0 s           |
| 7.º | Olav Kooij      | Jumbo-Visma               | + 0 s           |
| 8.º | Niklas Larsen   | Uno-X Pro Cycling Team    | + 0 s           |
| 9.º | Erlend Blikra   | Uno-X Pro Cycling Team    | + 0 s           |
| 10.º | Alberto Dainese | Team DSM                  | + 0 s           |

| \| Clasificación general \| Clasificación general \| Clasificación general \| Clasificación general \| Clasificación general \| \| Ciclista \| Ciclista \| Equipo \| Tiempo \| \| \| --------------------- \| --------------------- \| ------------------------- \| --------------------- \| --------------------- \| \| 1.º \| Phil Bauhaus \| Bahrain Victorious \| 3 h 54 min 12 s \| \| \| 2.º \| Jakub Mareczko \| Vini Zabù \| + 4 s \| \| \| 3.º \| Patryk Stosz \| Voster ATS Team \| + 4 s \| \| \| 4.º \| Jordi Meeus \| Bora-Hansgrohe \| + 6 s \| \| \| 5.º \| Diego Pablo Sevilla \| Eolo-Kometa \| + 6 s \| \| \| 6.º \| Edward Theuns \| Trek-Segafredo \| + 7 s \| \| \| 7.º \| Fabio Van den Bossche \| Sport Vlaanderen-Baloise \| + 8 s \| \| \| 8.º \| Taj Jones \| Israel Start-Up Nation \| + 8 s \| \| \| 9.º \| Alan Banaszek \| HRE Mazowsze Serce Polski \| + 9 s \| \| \| 10.º \| Rudy Barbier \| Israel Start-Up Nation \| + 10 s \| \| |                       |                           |                 |
| |                       |                           |                 |
| Fuente: ProCyclingStats |                       |                           |                 |
| Clasificación general |                       |                           |                 |
| Ciclista | Ciclista              | Equipo                    | Tiempo          |
| 1.º | Phil Bauhaus          | Bahrain Victorious        | 3 h 54 min 12 s |
| 2.º | Jakub Mareczko        | Vini Zabù                 | + 4 s           |
| 3.º | Patryk Stosz          | Voster ATS Team           | + 4 s           |
| 4.º | Jordi Meeus           | Bora-Hansgrohe            | + 6 s           |
| 5.º | Diego Pablo Sevilla   | Eolo-Kometa               | + 6 s           |
| 6.º | Edward Theuns         | Trek-Segafredo            | + 7 s           |
| 7.º | Fabio Van den Bossche | Sport Vlaanderen-Baloise  | + 8 s           |
| 8.º | Taj Jones             | Israel Start-Up Nation    | + 8 s           |
| 9.º | Alan Banaszek         | HRE Mazowsze Serce Polski | + 9 s           |
| 10.º | Rudy Barbier          | Israel Start-Up Nation    | + 10 s          |

### 2.ª etapa
| Balatonfüred - Nagykanizsa | etapa llana | (183 km) |

| \| Clasificación de la etapa \| Clasificación de la etapa \| Clasificación de la etapa \| Clasificación de la etapa \| Clasificación de la etapa \| \| Ciclista \| Ciclista \| Equipo \| Tiempo \| \| \| ------------------------- \| ------------------------- \| ------------------------- \| ------------------------- \| ------------------------- \| \| 1.º \| Jordi Meeus \| Bora-Hansgrohe \| 4 h 03 min 55 s \| \| \| 2.º \| Alberto Dainese \| Team DSM \| + 0 s \| \| \| 3.º \| Phil Bauhaus \| Bahrain Victorious \| + 0 s \| \| \| 4.º \| Olav Kooij \| Jumbo-Visma \| + 0 s \| \| \| 5.º \| Kaden Groves \| BikeExchange \| + 0 s \| \| \| 6.º \| Rudy Barbier \| Israel Start-Up Nation \| + 0 s \| \| \| 7.º \| Edward Theuns \| Trek-Segafredo \| + 0 s \| \| \| 8.º \| Timothy Dupont \| Bingoal Pauwels Sauces WB \| + 0 s \| \| \| 9.º \| David González López \| Caja Rural-Seguros RGA \| + 0 s \| \| \| 10.º \| Jordi Warlop \| Sport Vlaanderen-Baloise \| + 0 s \| \| |                      |                           |                 |
| |                      |                           |                 |
| Fuente: ProCyclingStats |                      |                           |                 |
| Clasificación de la etapa |                      |                           |                 |
| Ciclista | Ciclista             | Equipo                    | Tiempo          |
| 1.º | Jordi Meeus          | Bora-Hansgrohe            | 4 h 03 min 55 s |
| 2.º | Alberto Dainese      | Team DSM                  | + 0 s           |
| 3.º | Phil Bauhaus         | Bahrain Victorious        | + 0 s           |
| 4.º | Olav Kooij           | Jumbo-Visma               | + 0 s           |
| 5.º | Kaden Groves         | BikeExchange              | + 0 s           |
| 6.º | Rudy Barbier         | Israel Start-Up Nation    | + 0 s           |
| 7.º | Edward Theuns        | Trek-Segafredo            | + 0 s           |
| 8.º | Timothy Dupont       | Bingoal Pauwels Sauces WB | + 0 s           |
| 9.º | David González López | Caja Rural-Seguros RGA    | + 0 s           |
| 10.º | Jordi Warlop         | Sport Vlaanderen-Baloise  | + 0 s           |

| \| Clasificación general \| Clasificación general \| Clasificación general \| Clasificación general \| Clasificación general \| \| Ciclista \| Ciclista \| Equipo \| Tiempo \| \| \| --------------------- \| --------------------- \| --------------------------- \| --------------------- \| --------------------- \| \| 1.º \| Jordi Meeus \| Bora-Hansgrohe \| 7 h 58 min 03 s \| \| \| 2.º \| Phil Bauhaus \| Bahrain Victorious \| + 0 s \| \| \| 3.º \| Maciej Paterski \| Voster ATS Team \| + 6 s \| \| \| 4.º \| Alberto Dainese \| Team DSM \| + 8 s \| \| \| 5.º \| Jakub Mareczko \| Vini Zabù \| + 8 s \| \| \| 6.º \| Patryk Stosz \| Voster ATS Team \| + 8 s \| \| \| 7.º \| Diego Pablo Sevilla \| Eolo-Kometa \| + 8 s \| \| \| 8.º \| János Pelikán \| Androni Giocattoli-Sidermec \| + 10 s \| \| \| 9.º \| Edward Theuns \| Trek-Segafredo \| + 11 s \| \| \| 10.º \| Fabio Van den Bossche \| Sport Vlaanderen-Baloise \| + 12 s \| \| |                       |                             |                 |
| |                       |                             |                 |
| Fuente: ProCyclingStats |                       |                             |                 |
| Clasificación general |                       |                             |                 |
| Ciclista | Ciclista              | Equipo                      | Tiempo          |
| 1.º | Jordi Meeus           | Bora-Hansgrohe              | 7 h 58 min 03 s |
| 2.º | Phil Bauhaus          | Bahrain Victorious          | + 0 s           |
| 3.º | Maciej Paterski       | Voster ATS Team             | + 6 s           |
| 4.º | Alberto Dainese       | Team DSM                    | + 8 s           |
| 5.º | Jakub Mareczko        | Vini Zabù                   | + 8 s           |
| 6.º | Patryk Stosz          | Voster ATS Team             | + 8 s           |
| 7.º | Diego Pablo Sevilla   | Eolo-Kometa                 | + 8 s           |
| 8.º | János Pelikán         | Androni Giocattoli-Sidermec | + 10 s          |
| 9.º | Edward Theuns         | Trek-Segafredo              | + 11 s          |
| 10.º | Fabio Van den Bossche | Sport Vlaanderen-Baloise    | + 12 s          |

### 3.ª etapa
| Veszprém - Tata | etapa llana | (142,2 km) |

| \| Clasificación de la etapa \| Clasificación de la etapa \| Clasificación de la etapa \| Clasificación de la etapa \| Clasificación de la etapa \| \| Ciclista \| Ciclista \| Equipo \| Tiempo \| \| \| ------------------------- \| ------------------------- \| ------------------------- \| ------------------------- \| ------------------------- \| \| 1.º \| Phil Bauhaus \| Bahrain Victorious \| 3 h 17 min 30 s \| \| \| 2.º \| Mike Teunissen \| Jumbo-Visma \| + 0 s \| \| \| 3.º \| Fred Wright \| Bahrain Victorious \| + 0 s \| \| \| 4.º \| Davide Martinelli \| Astana-Premier Tech \| + 0 s \| \| \| 5.º \| Mihkel Räim \| HRE Mazowsze Serce Polski \| + 0 s \| \| \| 6.º \| Jordi Warlop \| Sport Vlaanderen-Baloise \| + 0 s \| \| \| 7.º \| Timothy Dupont \| Bingoal Pauwels Sauces WB \| + 0 s \| \| \| 8.º \| Kristoffer Halvorsen \| Uno-X Pro Cycling Team \| + 0 s \| \| \| 9.º \| Luca Pacioni \| Eolo-Kometa \| + 0 s \| \| \| 10.º \| Taj Jones \| Israel Start-Up Nation \| + 0 s \| \| |                      |                           |                 |
| |                      |                           |                 |
| Fuente: ProCyclingStats |                      |                           |                 |
| Clasificación de la etapa |                      |                           |                 |
| Ciclista | Ciclista             | Equipo                    | Tiempo          |
| 1.º | Phil Bauhaus         | Bahrain Victorious        | 3 h 17 min 30 s |
| 2.º | Mike Teunissen       | Jumbo-Visma               | + 0 s           |
| 3.º | Fred Wright          | Bahrain Victorious        | + 0 s           |
| 4.º | Davide Martinelli    | Astana-Premier Tech       | + 0 s           |
| 5.º | Mihkel Räim          | HRE Mazowsze Serce Polski | + 0 s           |
| 6.º | Jordi Warlop         | Sport Vlaanderen-Baloise  | + 0 s           |
| 7.º | Timothy Dupont       | Bingoal Pauwels Sauces WB | + 0 s           |
| 8.º | Kristoffer Halvorsen | Uno-X Pro Cycling Team    | + 0 s           |
| 9.º | Luca Pacioni         | Eolo-Kometa               | + 0 s           |
| 10.º | Taj Jones            | Israel Start-Up Nation    | + 0 s           |

| \| Clasificación general \| Clasificación general \| Clasificación general \| Clasificación general \| Clasificación general \| \| Ciclista \| Ciclista \| Equipo \| Tiempo \| \| \| --------------------- \| --------------------- \| --------------------------- \| --------------------- \| --------------------- \| \| 1.º \| Phil Bauhaus \| Bahrain Victorious \| 11 h 15 min 23 s \| \| \| 2.º \| Jordi Meeus \| Bora-Hansgrohe \| + 10 s \| \| \| 3.º \| Patryk Stosz \| Voster ATS Team \| + 15 s \| \| \| 4.º \| Maciej Paterski \| Voster ATS Team \| + 16 s \| \| \| 5.º \| Mike Teunissen \| Jumbo-Visma \| + 18 s \| \| \| 6.º \| Jakub Mareczko \| Vini Zabù \| + 18 s \| \| \| 7.º \| Alberto Dainese \| Team DSM \| + 18 s \| \| \| 8.º \| Norbert Banaszek \| HRE Mazowsze Serce Polski \| + 19 s \| \| \| 9.º \| Fred Wright \| Bahrain Victorious \| + 20 s \| \| \| 10.º \| János Pelikán \| Androni Giocattoli-Sidermec \| + 20 s \| \| |                  |                             |                  |
| |                  |                             |                  |
| Fuente: ProCyclingStats |                  |                             |                  |
| Clasificación general |                  |                             |                  |
| Ciclista | Ciclista         | Equipo                      | Tiempo           |
| 1.º | Phil Bauhaus     | Bahrain Victorious          | 11 h 15 min 23 s |
| 2.º | Jordi Meeus      | Bora-Hansgrohe              | + 10 s           |
| 3.º | Patryk Stosz     | Voster ATS Team             | + 15 s           |
| 4.º | Maciej Paterski  | Voster ATS Team             | + 16 s           |
| 5.º | Mike Teunissen   | Jumbo-Visma                 | + 18 s           |
| 6.º | Jakub Mareczko   | Vini Zabù                   | + 18 s           |
| 7.º | Alberto Dainese  | Team DSM                    | + 18 s           |
| 8.º | Norbert Banaszek | HRE Mazowsze Serce Polski   | + 19 s           |
| 9.º | Fred Wright      | Bahrain Victorious          | + 20 s           |
| 10.º | János Pelikán    | Androni Giocattoli-Sidermec | + 20 s           |

### 4.ª etapa
| Balassagyarmat - Kékestető | etapa de media montaña | (202,2 km) |

| \| Clasificación de la etapa \| Clasificación de la etapa \| Clasificación de la etapa \| Clasificación de la etapa \| Clasificación de la etapa \| \| Ciclista \| Ciclista \| Equipo \| Tiempo \| \| \| ------------------------- \| ------------------------- \| ------------------------- \| ------------------------- \| ------------------------- \| \| 1.º \| Damien Howson \| BikeExchange \| 4 h 55 min 50 s \| \| \| 2.º \| Ben Hermans \| Israel Start-Up Nation \| + 9 s \| \| \| 3.º \| Antonio Tiberi \| Trek-Segafredo \| + 15 s \| \| \| 4.º \| Jhojan García \| Caja Rural-Seguros RGA \| + 19 s \| \| \| 5.º \| Stefan de Bod \| Astana-Premier Tech \| + 32 s \| \| \| 6.º \| Laurens Huys \| Bingoal Pauwels Sauces WB \| + 38 s \| \| \| 7.º \| Paweł Cieślik \| Voster ATS Team \| + 41 s \| \| \| 8.º \| Javier Romo \| Astana-Premier Tech \| + 41 s \| \| \| 9.º \| Kevin Colleoni \| BikeExchange \| + 44 s \| \| \| 10.º \| Santiago Buitrago \| Bahrain Victorious \| + 46 s \| \| |                   |                           |                 |
| |                   |                           |                 |
| Fuente: ProCyclingStats |                   |                           |                 |
| Clasificación de la etapa |                   |                           |                 |
| Ciclista | Ciclista          | Equipo                    | Tiempo          |
| 1.º | Damien Howson     | BikeExchange              | 4 h 55 min 50 s |
| 2.º | Ben Hermans       | Israel Start-Up Nation    | + 9 s           |
| 3.º | Antonio Tiberi    | Trek-Segafredo            | + 15 s          |
| 4.º | Jhojan García     | Caja Rural-Seguros RGA    | + 19 s          |
| 5.º | Stefan de Bod     | Astana-Premier Tech       | + 32 s          |
| 6.º | Laurens Huys      | Bingoal Pauwels Sauces WB | + 38 s          |
| 7.º | Paweł Cieślik     | Voster ATS Team           | + 41 s          |
| 8.º | Javier Romo       | Astana-Premier Tech       | + 41 s          |
| 9.º | Kevin Colleoni    | BikeExchange              | + 44 s          |
| 10.º | Santiago Buitrago | Bahrain Victorious        | + 46 s          |

| \| Clasificación general \| Clasificación general \| Clasificación general \| Clasificación general \| Clasificación general \| \| Ciclista \| Ciclista \| Equipo \| Tiempo \| \| \| --------------------- \| --------------------- \| ------------------------- \| --------------------- \| --------------------- \| \| 1.º \| Damien Howson \| BikeExchange \| 16 h 11 min 24 s \| \| \| 2.º \| Ben Hermans \| Israel Start-Up Nation \| + 16 s \| \| \| 3.º \| Antonio Tiberi \| Trek-Segafredo \| + 24 s \| \| \| 4.º \| Jhojan García \| Caja Rural-Seguros RGA \| + 32 s \| \| \| 5.º \| Stefan de Bod \| Astana-Premier Tech \| + 45 s \| \| \| 6.º \| Laurens Huys \| Bingoal Pauwels Sauces WB \| + 51 s \| \| \| 7.º \| Paweł Cieślik \| Voster ATS Team \| + 54 s \| \| \| 8.º \| Javier Romo \| Astana-Premier Tech \| + 54 s \| \| \| 9.º \| Kevin Colleoni \| BikeExchange \| + 57 s \| \| \| 10.º \| Santiago Buitrago \| Bahrain Victorious \| + 59 s \| \| |                   |                           |                  |
| |                   |                           |                  |
| Fuente: ProCyclingStats |                   |                           |                  |
| Clasificación general |                   |                           |                  |
| Ciclista | Ciclista          | Equipo                    | Tiempo           |
| 1.º | Damien Howson     | BikeExchange              | 16 h 11 min 24 s |
| 2.º | Ben Hermans       | Israel Start-Up Nation    | + 16 s           |
| 3.º | Antonio Tiberi    | Trek-Segafredo            | + 24 s           |
| 4.º | Jhojan García     | Caja Rural-Seguros RGA    | + 32 s           |
| 5.º | Stefan de Bod     | Astana-Premier Tech       | + 45 s           |
| 6.º | Laurens Huys      | Bingoal Pauwels Sauces WB | + 51 s           |
| 7.º | Paweł Cieślik     | Voster ATS Team           | + 54 s           |
| 8.º | Javier Romo       | Astana-Premier Tech       | + 54 s           |
| 9.º | Kevin Colleoni    | BikeExchange              | + 57 s           |
| 10.º | Santiago Buitrago | Bahrain Victorious        | + 59 s           |

### 5.ª etapa
| Budapest - Budapest | etapa llana | (93,11 km) |

| \| Clasificación de la etapa \| Clasificación de la etapa \| Clasificación de la etapa \| Clasificación de la etapa \| Clasificación de la etapa \| \| Ciclista \| Ciclista \| Equipo \| Tiempo \| \| \| ------------------------- \| ------------------------- \| --------------------------- \| ------------------------- \| ------------------------- \| \| 1.º \| Edward Theuns \| Trek-Segafredo \| 1 h 55 min 46 s \| \| \| 2.º \| Olav Kooij \| Jumbo-Visma \| + 0 s \| \| \| 3.º \| Timothy Dupont \| Bingoal Pauwels Sauces WB \| + 0 s \| \| \| 4.º \| Phil Bauhaus \| Bahrain Victorious \| + 0 s \| \| \| 5.º \| Matteo Malucelli \| Androni Giocattoli-Sidermec \| + 0 s \| \| \| 6.º \| Jordi Meeus \| Bora-Hansgrohe \| + 0 s \| \| \| 7.º \| Sasha Weemaes \| Sport Vlaanderen-Baloise \| + 0 s \| \| \| 8.º \| Rudy Barbier \| Israel Start-Up Nation \| + 0 s \| \| \| 9.º \| Mike Teunissen \| Jumbo-Visma \| + 0 s \| \| \| 10.º \| Orluis Aular \| Caja Rural-Seguros RGA \| + 0 s \| \| |                  |                             |                 |
| |                  |                             |                 |
| Fuente: ProCyclingStats |                  |                             |                 |
| Clasificación de la etapa |                  |                             |                 |
| Ciclista | Ciclista         | Equipo                      | Tiempo          |
| 1.º | Edward Theuns    | Trek-Segafredo              | 1 h 55 min 46 s |
| 2.º | Olav Kooij       | Jumbo-Visma                 | + 0 s           |
| 3.º | Timothy Dupont   | Bingoal Pauwels Sauces WB   | + 0 s           |
| 4.º | Phil Bauhaus     | Bahrain Victorious          | + 0 s           |
| 5.º | Matteo Malucelli | Androni Giocattoli-Sidermec | + 0 s           |
| 6.º | Jordi Meeus      | Bora-Hansgrohe              | + 0 s           |
| 7.º | Sasha Weemaes    | Sport Vlaanderen-Baloise    | + 0 s           |
| 8.º | Rudy Barbier     | Israel Start-Up Nation      | + 0 s           |
| 9.º | Mike Teunissen   | Jumbo-Visma                 | + 0 s           |
| 10.º | Orluis Aular     | Caja Rural-Seguros RGA      | + 0 s           |

## Clasificaciones finales
- Las clasificaciones finalizaron de la siguiente forma:[4]

### Clasificación general
| \| Clasificación general \| Clasificación general \| Clasificación general \| Clasificación general \| Clasificación general \| \| Ciclista \| Ciclista \| Equipo \| Tiempo \| \| \| --------------------- \| --------------------- \| ------------------------- \| --------------------- \| --------------------- \| \| 1.º \| Damien Howson \| BikeExchange \| 18 h 07 min 10 s \| \| \| 2.º \| Ben Hermans \| Israel Start-Up Nation \| + 16 s \| \| \| 3.º \| Antonio Tiberi \| Trek-Segafredo \| + 24 s \| \| \| 4.º \| Jhojan García \| Caja Rural-Seguros RGA \| + 32 s \| \| \| 5.º \| Stefan de Bod \| Astana-Premier Tech \| + 45 s \| \| \| 6.º \| Laurens Huys \| Bingoal Pauwels Sauces WB \| + 51 s \| \| \| 7.º \| Paweł Cieślik \| Voster ATS Team \| + 54 s \| \| \| 8.º \| Javier Romo \| Astana-Premier Tech \| + 54 s \| \| \| 9.º \| Kevin Colleoni \| BikeExchange \| + 57 s \| \| \| 10.º \| Santiago Buitrago \| Bahrain Victorious \| + 59 s \| \| |                   |                           |                  |
| |                   |                           |                  |
| Fuente: ProCyclingStats |                   |                           |                  |
| Clasificación general |                   |                           |                  |
| Ciclista | Ciclista          | Equipo                    | Tiempo           |
| 1.º | Damien Howson     | BikeExchange              | 18 h 07 min 10 s |
| 2.º | Ben Hermans       | Israel Start-Up Nation    | + 16 s           |
| 3.º | Antonio Tiberi    | Trek-Segafredo            | + 24 s           |
| 4.º | Jhojan García     | Caja Rural-Seguros RGA    | + 32 s           |
| 5.º | Stefan de Bod     | Astana-Premier Tech       | + 45 s           |
| 6.º | Laurens Huys      | Bingoal Pauwels Sauces WB | + 51 s           |
| 7.º | Paweł Cieślik     | Voster ATS Team           | + 54 s           |
| 8.º | Javier Romo       | Astana-Premier Tech       | + 54 s           |
| 9.º | Kevin Colleoni    | BikeExchange              | + 57 s           |
| 10.º | Santiago Buitrago | Bahrain Victorious        | + 59 s           |

### Clasificación de la montaña
| Clasificación de la montaña | Clasificación de la montaña | Clasificación de la montaña | Clasificación de la montaña | Clasificación de la montaña |
| Ciclista                    | Ciclista                    | Equipo                      | Puntos                      |                             |
| --------------------------- | --------------------------- | --------------------------- | --------------------------- | --------------------------- |
| 1.º                         | Maciej Paterski             | Voster ATS Team             | 21 pts                      |                             |
| 2.º                         | Patryk Stosz                | Voster ATS Team             | 13 pts                      |                             |
| 3.º                         | Damien Howson               | BikeExchange                | 10 pts                      |                             |
| 4.º                         | Ben Hermans                 | Israel Start-Up Nation      | 7 pts                       |                             |
| 5.º                         | Sergio Román Martín         | Caja Rural-Seguros RGA      | 7 pts                       |                             |
| 6.º                         | Antonio Tiberi              | Trek-Segafredo              | 5 pts                       |                             |
| 7.º                         | Diego Pablo Sevilla         | Eolo-Kometa                 | 5 pts                       |                             |
| 8.º                         | Jhojan García               | Caja Rural-Seguros RGA      | 4 pts                       |                             |
| 9.º                         | Gilles De Wilde             | Sport Vlaanderen-Baloise    | 4 pts                       |                             |
| 10.º                        | Stefan de Bod               | Astana-Premier Tech         | 3 pts                       |                             |

### Clasificación por puntos
| Clasificación por puntos | Clasificación por puntos | Clasificación por puntos  | Clasificación por puntos | Clasificación por puntos |
| Ciclista                 | Ciclista                 | Equipo                    | Puntos                   |                          |
| ------------------------ | ------------------------ | ------------------------- | ------------------------ | ------------------------ |
| 1.º                      | Phil Bauhaus             | Bahrain Victorious        | 53 pts                   |                          |
| 2.º                      | Jordi Meeus              | Bora-Hansgrohe            | 30 pts                   |                          |
| 3.º                      | Edward Theuns            | Trek-Segafredo            | 24 pts                   |                          |
| 4.º                      | Olav Kooij               | Jumbo-Visma               | 24 pts                   |                          |
| 5.º                      | Timothy Dupont           | Bingoal Pauwels Sauces WB | 23 pts                   |                          |
| 6.º                      | Damien Howson            | BikeExchange              | 20 pts                   |                          |
| 7.º                      | Jordi Warlop             | Sport Vlaanderen-Baloise  | 19 pts                   |                          |
| 8.º                      | Mike Teunissen           | Jumbo-Visma               | 17 pts                   |                          |
| 9.º                      | Alberto Dainese          | Team DSM                  | 16 pts                   |                          |
| 10.º                     | Rudy Barbier             | Israel Start-Up Nation    | 16 pts                   |                          |

### Clasificación por equipos
| Clasificación por equipos | Clasificación por equipos   | Clasificación por equipos | Clasificación por equipos |
| Equipo                    | Equipo                      | Tiempo                    |                           |
| ------------------------- | --------------------------- | ------------------------- | ------------------------- |
| 1.º                       | Astana-Premier Tech         | 54 h 24 min 49 s          |                           |
| 2.º                       | Caja Rural-Seguros RGA      | + 12 s                    |                           |
| 3.º                       | Team BikeExchange           | + 18 s                    |                           |
| 4.º                       | Eolo-Kometa                 | + 1 min 18 s              |                           |
| 5.º                       | Trek-Segafredo              | + 1 min 22 s              |                           |
| 6.º                       | Sport Vlaanderen-Baloise    | + 1 min 41 s              |                           |
| 7.º                       | Jumbo-Visma                 | + 2 min 18 s              |                           |
| 8.º                       | Vini Zabù                   | + 2 min 47 s              |                           |
| 9.º                       | Bingoal Pauwels Sauces WB   | + 3 min 24 s              |                           |
| 10.º                      | Androni Giocattoli-Sidermec | + 4 min 22 s              |                           |

## Evolución de las clasificaciones
| Etapa                   | Vencedor                | Clasificación general | Clasificación de la montaña · Archivo:Jersey red.png | Clasificación de los puntos | Clasificación del mejor húngaro | Clasificación por equipos |
| ----------------------- | ----------------------- | --------------------- | ---------------------------------------------------- | --------------------------- | ------------------------------- | ------------------------- |
| 1.ª                     | Phil Bauhaus            | Phil Bauhaus          | Patryk Stosz                                         | Phil Bauhaus                | Ádám Kristóf Karl               | Uno-X                     |
| 2.ª                     | Jordi Meeus             | Jordi Meeus           | Maciej Paterski                                      | Jordi Meeus                 | János Pelikán                   | Trek-Segafredo            |
| 3.ª                     | Phil Bauhaus            | Phil Bauhaus          | Maciej Paterski                                      | Phil Bauhaus                | János Pelikán                   | Trek-Segafredo            |
| 4.ª                     | Damien Howson           | Damien Howson         | Maciej Paterski                                      | Phil Bauhaus                | János Pelikán                   | Astana-Premier Tech       |
| 5.ª                     | Edward Theuns           | Damien Howson         | Maciej Paterski                                      | Phil Bauhaus                | János Pelikán                   | Astana-Premier Tech       |
| Clasificaciones finales | Clasificaciones finales | Damien Howson         | Maciej Paterski                                      | Phil Bauhaus                | János Pelikán                   | Astana-Premier Tech       |

## UCI World Ranking
El Tour de Hungría otorgó puntos para el UCI World Ranking para corredores de los equipos en las categorías UCI WorldTeam, UCI ProTeam y Continental. Las siguientes tablas son el baremo de puntuación y los 10 corredores que obtuvieron más puntos:
| Posición              | 1.º | 2.º | 3.º | 4.º | 5.º | 6.º | 7.º | 8.º | 9.º | 10.º | 11.º | 12.º | 13.º-15.º | 16.º-25.º |
| Clasificación general | 125 | 85  | 70  | 60  | 50  | 40  | 35  | 30  | 25  | 20   | 15   | 10   | 5         | 3         |
| Por etapa             | 14  | 5   | 3   |     |     |     |     |     |     |      |      |      |           |           |
| Líder                 | 3   |     |     |     |     |     |     |     |     |      |      |      |           |           |

| Clasificación |                |                           |         |       |       |       |
| Posición      | Ciclista       | Equipo                    | General | Etapa | Líder | Total |
| ------------- | -------------- | ------------------------- | ------- | ----- | ----- | ----- |
| 1.º           | Damien Howson  | BikeExchange              | 125     | 14    | 3     | 142   |
| 2.º           | Ben Hermans    | Israel Start-Up Nation    | 85      | 5     | -     | 90    |
| 3.º           | Antonio Tiberi | Trek-Segafredo            | 70      | 3     | -     | 73    |
| 4.º           | Jhojan García  | Caja Rural-Seguros RGA    | 60      | -     | -     | 60    |
| 5.º           | Stefan de Bod  | Astana-Premier Tech       | 50      | -     | -     | 50    |
| 6.º           | Laurens Huys   | Bingoal Pauwels Sauces WB | 40      | -     | -     | 40    |
| 7.º           | Phil Bauhaus   | Bahrain Victorious        | -       | 31    | 6     | 37    |
| 8.º           | Paweł Cieślik  | Voster ATS                | 35      | -     | -     | 35    |
| 9.º           | Javier Romo    | Astana-Premier Tech       | 30      | -     | -     | 30    |
| 10.º          | Kevin Colleoni | BikeExchange              | 25      | -     | -     | 25    |